# Liste der Naturdenkmäler im Landkreis Fürth
Die Liste der Naturdenkmäler im Landkreis Fürth nennt die Naturdenkmäler in den Städten und Gemeinden im Landkreis Fürth in Bayern.
Im Landkreis Fürth gab es im März 2024 insgesamt 27 geschützte Naturdenkmäler.

## Liste der Naturdenkmäler
| Friedenseiche                     | BW | 3 / ND-04615  | Cadolzburg Gegenüber dem Gasthaus Zur Friedenseiche an der Nürnberger Straße Die Stieleiche (Quercus robur) steht in Cadolzburg und wurde zur Erinnerung an den Friedensschluss des Deutsch-Französischen Krieges 1870/71 und die Reichsgründung 1871 am 4. Mai 1873 gepflanzt. Der Stammumfang beträgt 3,85 m; der Kronenumfang ca. 63 m.                                                                            | ⊙ |  | 1. Feb. 1958  |
| Luitpoldlinde                     |    | 2 / ND-04614  | Cadolzburg Im äußeren Burghof in Cadolzburg Die Luitpoldlinde, eine Winterlinde (Tilia cordata), hat einen Stammumfang von 2,70 m und einen Kronenumfang von ca. 63 m und wurde zu Ehren des damaligen Prinzregenten Luitpold von Bayern (1821–1912) gepflanzt. | ⊙ |  | 1. Feb. 1958  |
| Baum- und Gehölzgruppe            | BW | 22 / ND-04629 | Cadolzburg, Deberndorf | ⊙ |  |               |
| Eichengruppe                      | BW | 27 / ND-04634 | Cadolzburg, Steinbach | ⊙ |  |               |
| Eiche an der Stammesmühle         | BW | 8 / ND-04620  | Großhabersdorf Im Bereich des Freibades, südlich des Parkplatzes Die Stieleiche (Quercus robur) steht südlich der Stammesmühle (aus dem 17. Jh.). Sie ist heute auch als Eiche am Bad bekannt und hat einen Stammumfang von 5,40 m und einen Kronenumfang von ca. 78 m. | ⊙ |  | 27. Juli 1962 |
| Baumbestand Kolbschlucht          | BW | 23 / ND-04630 | Langenzenn | ⊙ |  |               |
| Eiche im sog. Pfarrgarten         | BW | 10 / ND-04621 | Langenzenn, Laubendorf 400 m nordwestlich von Laubendorf im sogenannten Pfarrgarten/Pfarrgraben angrenzend an Ackerflur Die Stieleiche (Quercus robur) hat einen stattlichen Wuchs mit einem Stammumfang von 5,30 m. Der östliche (bachseitige) Kronenbereich stirbt ab. | ⊙ |  | 16. Aug. 1962 |
| Eichenreihe                       | BW | 25 / ND-04632 | Oberasbach | ⊙ |  |               |
| Puschendorfer Eiche               | BW | 5 / ND-04617  | Puschendorf Am westlichen Ortsrand an der Abzweigung der Dorfstraße von der Kreisstraße Die Stieleiche (Quercus robur) ist mit 500–600 Jahren das älteste Wahrzeichen der Gemeinde Puschendorf und im Wappen des Ortes abgebildet. Sie wächst ortsbildprägend (mit einem Stammumfang von 5,60 m !) im öffentlichen Verkehrsraum an der Abzweigung der Dorfstraße von der Kreisstraße, einer ehemaligen Handelsstraße. | ⊙ |  | 1. Feb. 1958  |
| Eiche an der Winkelbrücke         | BW | 7 / ND-04619  | Roßtal An der Nürnberger Straße auf einer Grünfläche, durch einen Holzzaun vom Kinderspielplatz abgegrenzt Die Stieleiche (Quercus robur) wurde von einem Gutachter mit 240 Jahren bestimmt, der Stammumfang beträgt 5,85 m und der Kronendurchmesser ca. 25–30 m. | ⊙ |  | 27. Juli 1962 |
| Eichengruppe                      | BW | 28 / ND-04635 | Roßtal | ⊙ |  |               |
| Deutenbacher Weihereichen         | BW | 38 / ND-07260 | Stein Prägendes und charakteristisches Gestaltungselement im Orts- und Landschaftsbild | ⊙ |  | 24. Aug. 2017 |
| Eiche von Deutenbach              | BW | 13 / ND-04623 | Stein An Straßenböschung im Ortszentrum von Stein-Deutenbach, Gemarkung Stein, FlNr. 947 Stieleiche (Quercus robur), mehrere hundert Jahre alt, ortsbildprägend, das am längsten unter Schutz gestellte Objekt im Landkreis Fürth (1938!) | ⊙ |  | 28. Feb. 1938 |
| Eichenbestand                     | BW | 19 / ND-04626 | Stein | ⊙ |  |               |
| Eichenbestand                     | BW | 20 / ND-04627 | Stein | ⊙ |  |               |
| Eichenbestand (Eichenallee)       | BW | 21 / ND-04628 | Stein | ⊙ |  |               |
| Eichengruppe (4Einzelbäume)       | BW | 33 / ND-04640 | Stein | ⊙ |  |               |
| Eichenhain                        | BW | 31 / ND-04638 | Stein | ⊙ |  |               |
| Eichenreihe "Weiheräcker"         | BW | 14 / ND-04624 | Stein Nördlich von Bertelsdorf, Verlauf von südöstlicher in nordwestliche Richtung an einem Feldweg entlang, von Ackerflur umgeben Freistehende Eichenreihe, bestehend aus 23 Eichen, ca. 170 m | ⊙ |  | 6. Mai 1975   |
| 1 Buche                           | BW | 34 / ND-04641 | Stein, Gutzberg | ⊙ |  | 14. Juni 1905 |
| Eiche                             | BW | 11 / ND-04622 | Veitsbronn An der Kreisstraße FÜ7 Veitsbronn-Puschendorf im öffentlichen Verkehrsraum Die ca. 200-jährige Stieleiche (Quercus robur) mit einem Stammumfang von ca. 4,80 m, einer Höhe von ca. 28 m und einem Kronendurchmesser von ca. 22 m ist ein stattlicher Baum, an dem vor einigen Jahren Sanierungsmaßnahmen am Stamm ausgeführt werden mussten.                                                               | ⊙ |  | 28. Jan. 1963 |
| Birnbaum an der FÜ 7              | BW | 37 / ND-07259 | Veitsbronn, Tuchenbach Prägendes und charakteristisches Gestaltungselement im Orts- und Landschaftsbild | ⊙ |  | 15. März 2017 |
| Kneippallee                       | BW | 32 / ND-04639 | Zirndorf | ⊙ |  |               |
| Kornelkirschenbaum                | BW | 6 / ND-04618  | Zirndorf An der westlichen Gartenmauer im Pfarrgarten der ev. luth. Kirchgemeinde St. Rochus in Zirndorf Die Kornelkirsche (Cornus mas) wurde wegen der heimatkundlichen Bedeutung und des hohen Alters unter Schutz gestellt. | ⊙ |  | 1. Feb. 1958  |
| Banderbacher Profil               |    | 1 / ND-04613  | Zirndorf, Bronnamberg Am nordöstlichen Rand von Banderbach am Fuß des Nordhangs in Richtung Zirndorfer Waldfriedhof; auch Geotop 573A003 Die Formation ist im Erdmittelalter vor rund 250 Millionen Jahren entstanden und auf ca. 3 m Länge ist ein mittleres Stück des Blasensandsteins eingebrochen. | ⊙ |  | 1. Feb. 1958  |
| Eiche bei der Leichendorfer Mühle | BW | 36 / ND-07258 | Zirndorf, Leichendorf Prägendes und charakteristisches Gestaltungselement im Orts- und Landschaftsbild | ⊙ |  | 20. Feb. 2018 |
| Erlenbruchwald                    | BW | 30 / ND-04637 | Zirndorf, Leichendorf | ⊙ |  |               |
| Legende für Naturdenkmal          |    |               | |   |  |               |

## Ehemalige Naturdenkmäler
| Friedenslinde            |    | 4 / ND-04616  | Langenzenn, Laubendorf Ortsmitte in Laubendorf am ehemaligen Milchhaus umgeben von öffentlichem Verkehrsraum Die Friedenslinde von 1871 ist eine Winterlinde (Tilia cordata) und wurde nach Ende des Deutsch-Französischen Krieges 1870/71 gepflanzt. | ⊙ |  | 1. Feb. 1958 |
| 1Eiche                   | BW | 29 / ND-04636 | Zirndorf, Leichendorf | ⊙ |  |              |
| Legende für Naturdenkmal |    |               | |   |  |              |